# 中国驻乌干达大使馆
中华人民共和国驻乌干达共和国大使馆，简称中国驻乌干达大使馆，是中华人民共和国驻乌干达的外交代表机构。

## 机构设置
中国驻乌干达大使馆设置下列机构：
- 政治处
- 经商处
- 领事部
- 办公室